# Лісне Цибаєво
Лісне́ Циба́єво (рос. Лесное Цибаево, ерз. Келгужа) — село у складі Темниковського району Мордовії, Росія. Входить до складу Бабеєвського сільського поселення.
Населення — 131 особа (2010; 155 у 2002).
Національний склад (станом на 2002 рік):
- мордва — 93 %